# Кінець гри чарівників
«Кінець гри чарівників» (англ. Enchanters' End Game) — п'ятий й останній фентезійний роман Девіда Еддінгса з серії «Белгаріада».

## Сюжет
У той час як Гаріон, Белгарат і Сілк просуваються через Маллорейську землю до Міста Вічної Ночі, Се'Недра і правителі Понанта просуваються з величезною армією, щоб забезпечити диверсію, яка б затримала їх супутників.
Прибувши до гірського хребта А-Пік, лицарі Альгаро і Мімбра починають спустошувати землю Туллів, щоб дезорганізувати армії ангараків Маллореї та Мурго, розсіяти їхні війська та надати можливість потужно вдарити по Тулл Марду. Таким чином, відкривається морський шлях до заповітних кораблів короля Анхега, які будуть мати завдання потопити всі кораблі, які прибувають з Маллореї.
Тим часом Гаріон та його супутники просуваються через Маллорею до Міста Вічної Ночі, де Гаріон повинен протистояти Тораку, в той час як усі маги та солдати північної Маллореї збираються захопити короля Ріву.
У Понанте штурм Тулла Марду здійснюється з усією військовою силою, на яку здатні алоріанці та їх союзники. Однак після завершеннянічних боїв за місто західні армії опиняються між мургоськимм та маллорійськими військами. Під час бою Полгару, Се'Недру і Дурніка захоплюють маллорійці, після чого їх доставляють у Місто Вічної Ночі, щоб передати Тораку. Існує ймовірність того, що вони зустрінуть там Гаріона та двох його супутників, щоб разом зіткнутися з Богом-драконом ангараків й дозволити Гаріону, під впливом духу Дитини Світла, нарешті перемогти Торака.